# Edmund II
Edmund II (988/993 - 30 listopada 1016) – król Anglii (23 kwietnia 1016 - 30 listopada 1016). Miał przydomek Żelaznoboki (Ironside), nadany w uznaniu jego zasług w obronie przed inwazją Duńczyków. Był drugim synem Ethelreda II Bezradnego z małżeństwa z Aelflaed. Starszy, Aethelstan, zmarł w roku 1014, otwierając drogę do korony dla Edmunda. Miał jeszcze dwóch młodszych braci, Aedreda i Ecgberta. Jego matka zmarła w 1002, a jego ojciec ożenił się jeszcze dwukrotnie.
W 1013 r. Ethelred II utracił tron na rzecz duńskiego władcy Swena Widłobrodego. Swen jednak rychło zmarł (3 lutego 1014 r.) i Ethelred powrócił z wygnania na tron. Udało się wyprzeć z Anglii syna Swena, Knuta. Wkrótce jednak doszło do nieporozumień króla z Edmundem i w 1015 r. dwaj stronnicy Żelaznobokiego, Sigeferth i Morcar, zostali straceni na rozkaz Ethelreda. Edmund w odwecie odbił z więzienia żonę Sigefertha Edytę i poślubił ją na złość ojcu. Miał z nią dwóch synów - Edwarda i Edmunda.
Kiedy Edmund wadził się z ojcem, do Anglii powrócił Knut z zamiarem podboju wyspy. Ethelred wkrótce zmarł i Edmund objął tron Anglii. Największe poparcie otrzymał od mieszczan Londynu. Rychło okazało się, że Kanut jest popierany przez większość prowincji. Edmund rozpoczął więc panowanie od odbicia z rąk Duńczyków hrabstwa Wessex. W odpowiedzi Kanut rozpoczął oblężenie Londynu, które Edmund zdołał przezwyciężyć, jednakże 18 października 1016 roku wojska angielskie zostały pokonane w bitwie pod Assandun w hrabstwie Essex. Po bitwie został zawarty pokój. Kanut otrzymał ziemie na północ od Tamizy, Edmund zachował Wessex. Ustalono również, że w wypadku śmierci jednego z nich, jego ziemie przechodzą we władanie drugiego.
Edmund zmarł 30 listopada 1016 r. w Oksfordzie, Londynie lub Glastonbury. Jedna z wersji na temat jego śmierci głosi, że został zasztyletowany w łazience na polecenie Kanuta. Ciało Edmunda zostało złożone w opactwie Glastonbury w Somerset. Jego grobowiec został zniszczony podczas reformacji.